# 昂蒂尼
昂蒂尼（法語：Antigny，法語發音：[ɑ̃tiɲi]）是法国旺代省的一个市镇，属于丰特奈勒孔特区。

## 地理
昂蒂尼（46°37'12"N, 0°46'10"W）面积22.17 平方千米，位于法国卢瓦尔河地区大区旺代省，该省份为法国西部沿海省份，北起大西洋卢瓦尔省和曼恩-卢瓦尔省，西临大西洋，南至滨海夏朗德省，东部及东南部与德塞夫勒省接壤。
与昂蒂尼接壤的市镇（或旧市镇、城区）包括：拉沙泰涅赖、洛日富日勒斯、圣莫里斯德努、圣莫里斯勒日拉尔、武旺、里沃迪富日赖。

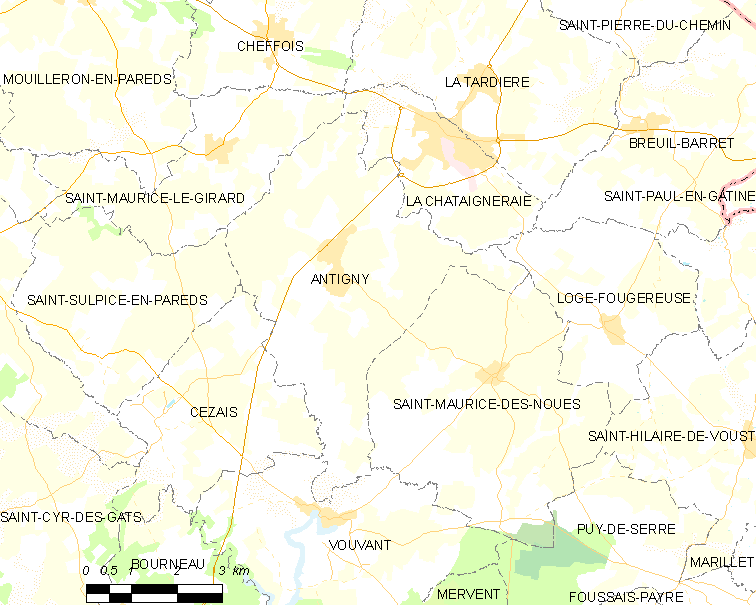
昂蒂尼的OSM定位图

昂蒂尼的时区为UTC+01:00、UTC+02:00（夏令时）。

## 行政
昂蒂尼的邮政编码为85120，INSEE市镇编码为85005。

## 政治
昂蒂尼所属的省级选区为拉沙泰涅赖县。

## 人口

1962-2008年间昂蒂尼人口变化图示

昂蒂尼于2022年1月1日时的人口数量为1035人。